# Ањано (Пиза)
Ањано (итал. Agnano) је насеље у Италији у округу Пиза, региону Тоскана.
Према процени из 2011. у насељу је живело 479 становника. Насеље се налази на надморској висини од 93 м.